# 2848 ASP
2848 ASP eller 1959 VF är en asteroid i huvudbältet, som upptäcktes 8 november 1959 av Indiana Asteroid Program vid Indiana University Bloomington med Goethe Link Observatory. Asteroiden har fått sitt namn efter Astronomical Society of the Pacific.
Asteroiden har en diameter på ungefär 24 kilometer och den tillhör asteroidgruppen Themis.